# هيروليون

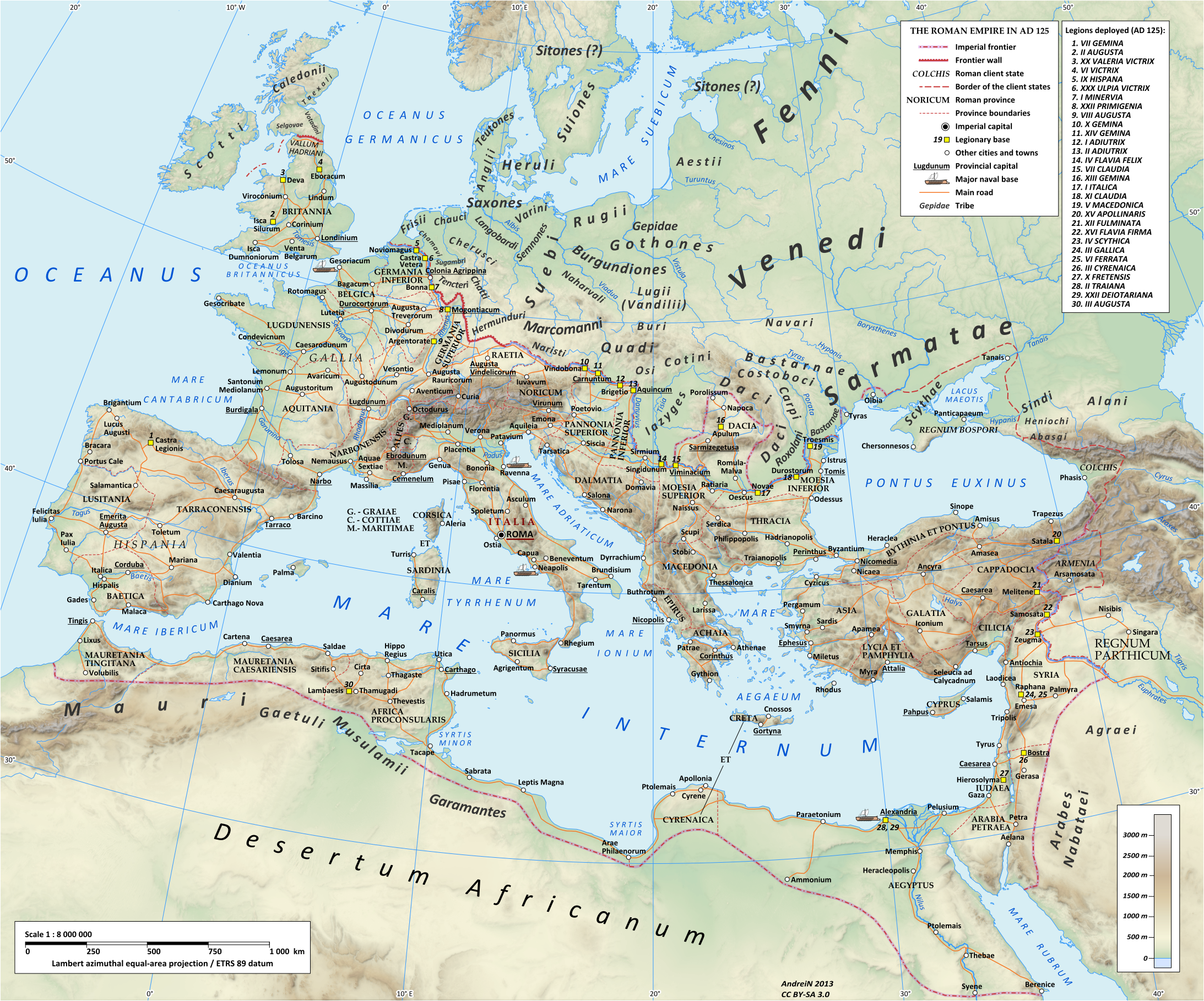

الهيروليون، شعب جرماني بدوي، وكانوا خاضعين للقوط الشرقيين والهونيين والبيزنطيين من القرن الثالث حتى القرن الخامس. لعل الاسم متصلا بكلمة earl ويبدو أنه لقب عسكري تشريفي.
تم على ايديهم قتل امبراطور روما وكانت تلك النهاية الرسمية للإمبراطورية الرومانية الغربية.